# Tamás Ágnes
Tamás Ágnes (Baja, 1983. október 6. –) magyar történész, egyetemi tanár, a 19-20. századi hazai és külföldi vizuális források, illetve a sajtótörténet kutatója. 

## Tanulmányai
AZ SZTE BTK-n tanult történelem–német tanárszakon 2003-tól 2008-ig. 2008 és 2011 között a kar Történelemtudományi Doktori Iskola Modernkor Program keretén belül tanult. 2012-ben megszerezte a PhD-fokozatot. Doktori értekezését a dualista kori élclapok nemzetiségi sztereotípiák összehasonlításából írta. 2021-ben habilitált a Pécsi Tudományegyetemen.

## Munkahelyei
2013-ban tudományos segédmunkatárs volt az MTA-ELTE Válságtörténeti kutatócsoportjának. Majd tudományos munkatárs volt az SZTE-BTK Modernkori Magyar Történeti Tanszéken (2014-2016), az MTA BTK Filozófiai Intézeténél (2017), és végül visszatért egykori szegedi munkahelyére (2017-2020). A második szegedi munkahelye mellett párhuzamosan a kar Identitás- és Kultúrakutató Központjának munkatársa lett. 2019 szeptember 1-je óta a Jelenkortörténeti és Összehasonlító Történettudományi Program titkára.

## Tagságok
- Az MTA köztestületi tagja[3]
- Magyar Történelmi Társulat
- Hajnal István Kör[4]
- MTA Sajtótörténeti Bizottság

## Főbb művei[5]
- A magyar parlament karikatúrákon (1867–1989). Budapest: Országház Könyvkiadó, 2021.[6]
- Propagandakarikatúrák ellenségképei Szarajevótól Párizsig. Budapest: Kalligram, 2017.[7]
- Nemzetiségek görbe tükörben. 19. századi nemzetiségi sztereotípiák Magyarországon. Pozsony: Kalligram, 2014.[8]